# August Orth

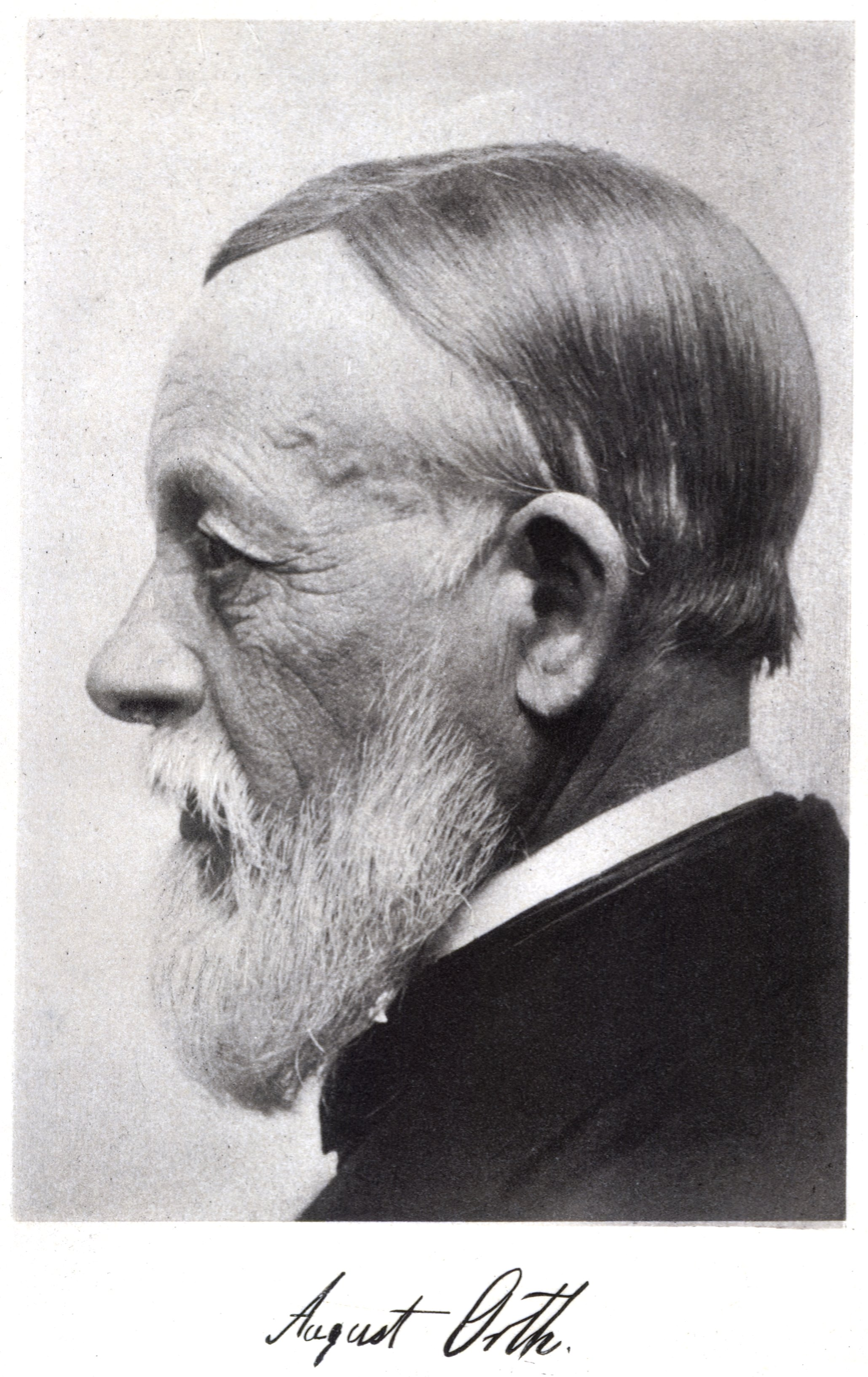
Porträt und Unterschrift August Orths

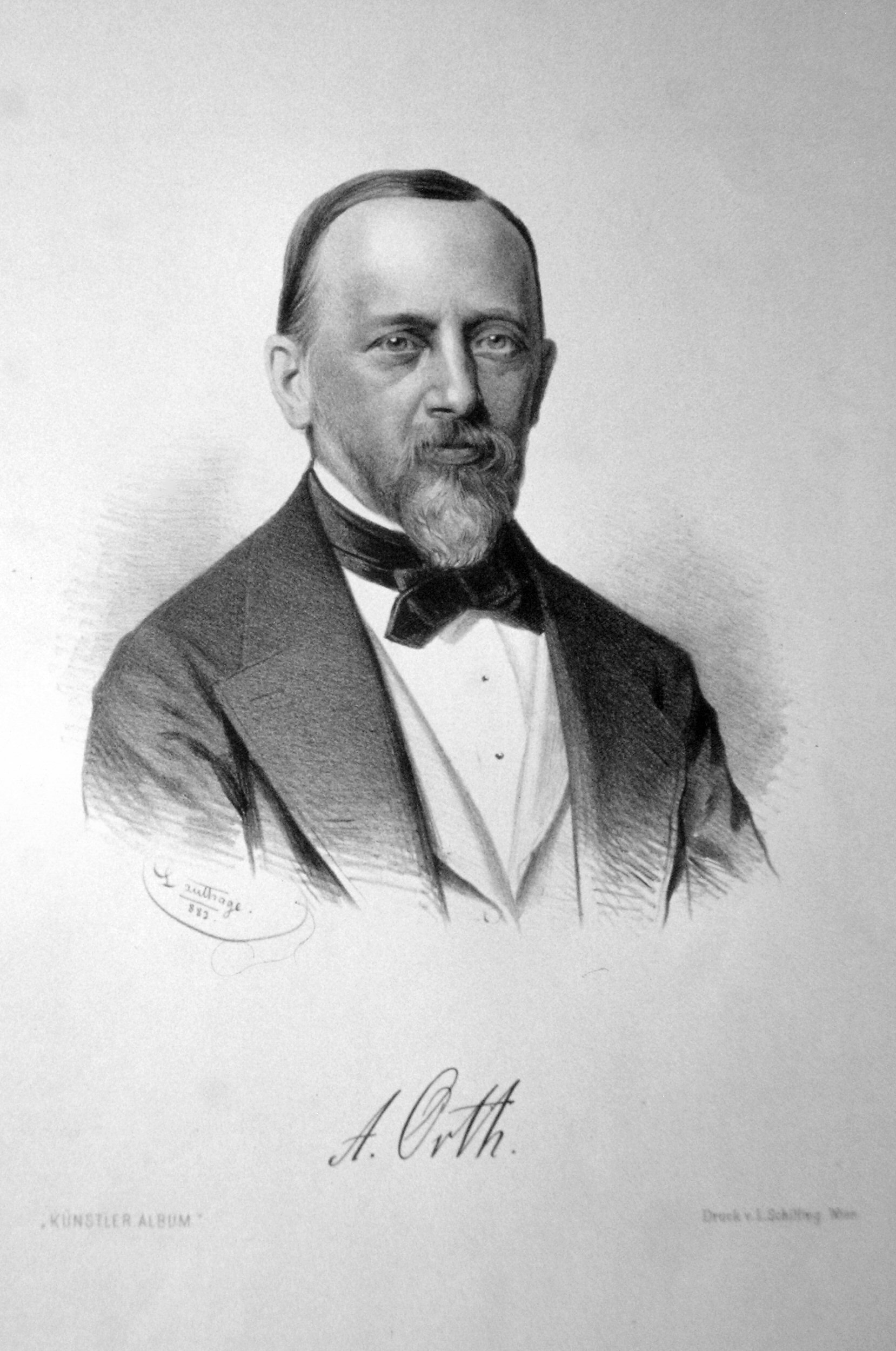
August Orth, Porträt von Adolf Dauthage, 1858

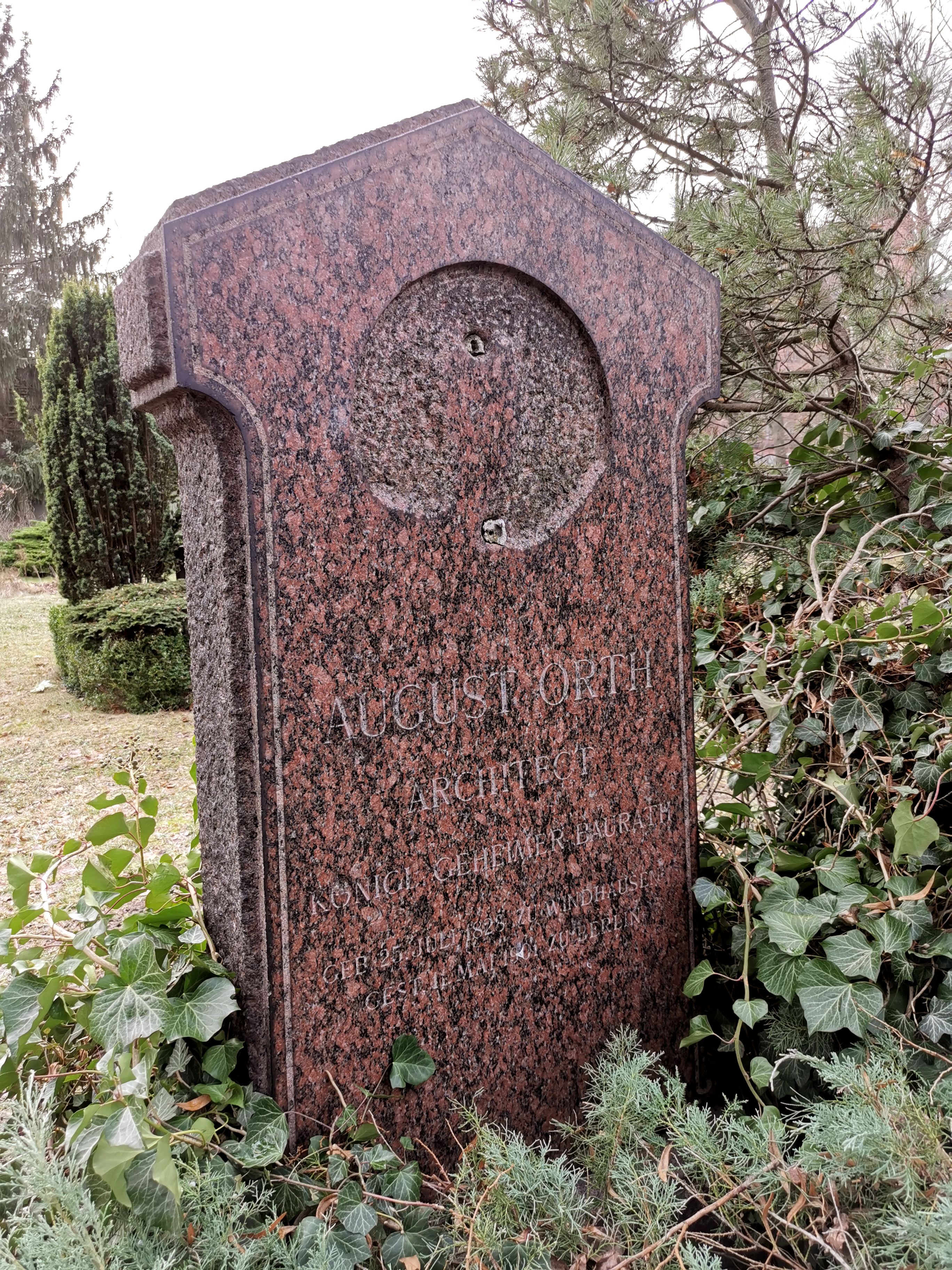
Grabstelle von August Orth auf dem Dreifaltigkeitsfriedhof II in Berlin-Kreuzberg

August Orth (* 25. Juli 1828 in Windhausen bei Osterode am Harz; † 11. Mai 1901 in Berlin; vollständiger Name: August Friedrich Wilhelm Orth) war ein deutscher Architekt.

## Leben
August Orth war Sohn eines Rittergut-Pächters, zunächst auf Gut Windhausen, später auf Gut Lengefeld bei Korbach im Fürstentum Waldeck, wohin die Familie 1834 übersiedelte. In Korbach besuchte er das Gymnasium und begann nach dem Abitur im Frühling 1848 das Studium der Architektur an der Technischen Hochschule Braunschweig parallel zum Besuch der Malerakademie in Braunschweig. Bereits 1850 wechselte er an die Berliner Bauakademie. Seine Lehrer an der Bauakademie spiegeln die verschiedenen Strömungen der Nach-Schinkel-Zeit wider – Friedrich August Stüler, Johann Heinrich Strack und insbesondere der Architekturtheoretiker Karl Bötticher stehen eher für den strengen Klassizismus, Wilhelm Stier für die Entwicklung einer neuen Baukunst. 1854 legte er die Bauführerprüfung ab. Die unsichere politische und wirtschaftliche Lage verhinderten vorerst den Berufseinstieg August Orths. Stattdessen folgte er in den nächsten drei Jahren seiner malerischen Ader und studierte 1853/1854 an der Berliner Akademie und anschließend an der Kunstakademie München.

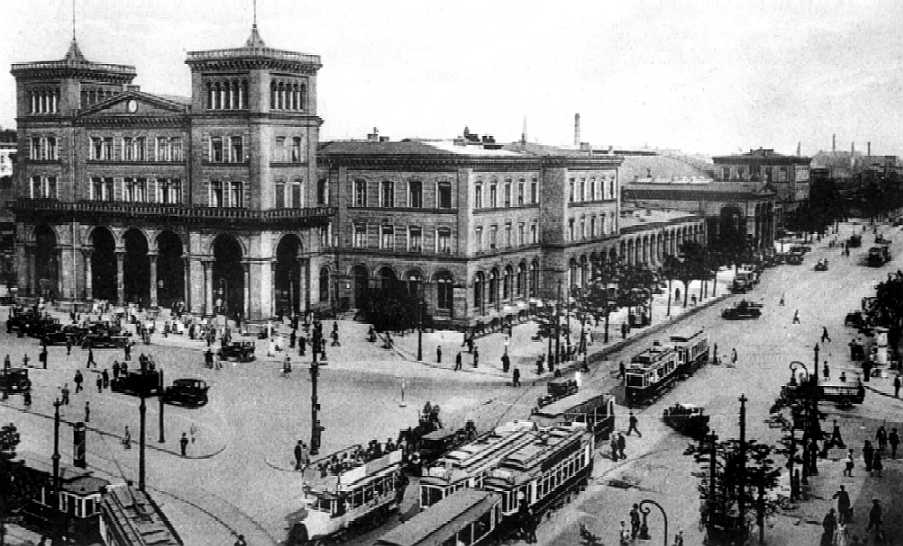
Görlitzer Bahnhof in Berlin

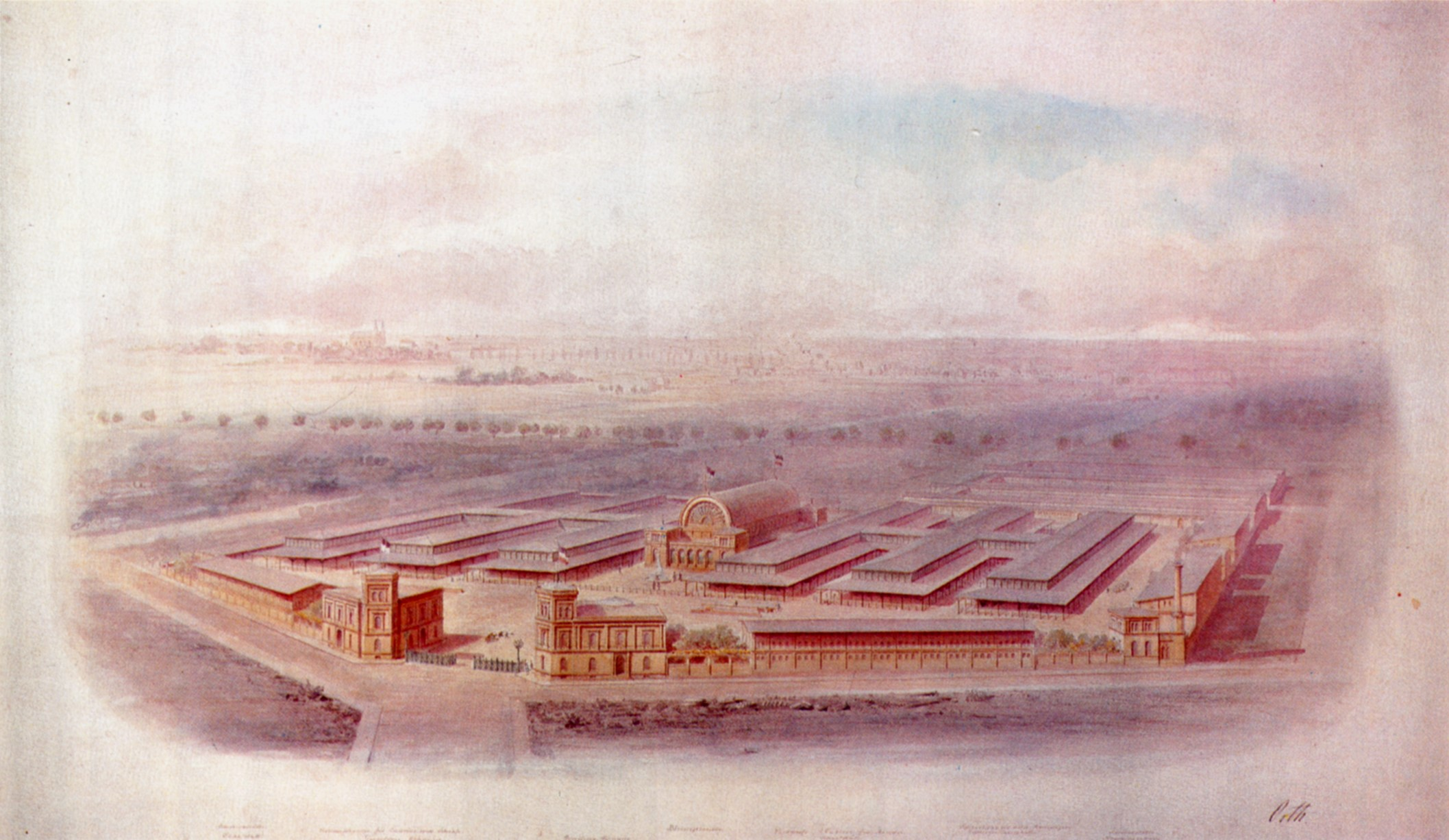
Entwurf für den Berliner Viehmarkt

Durch Teilnahme an Wettbewerben versuchte er, sich als Architekt zu etablieren. Mit einem Entwurf für ein Fürstenschloss beteiligte er sich 1855 am Wettbewerb der Akademie und gewann 1856 den Schinkelpreis des Architektenvereins zu Berlin, dessen Mitglied er seit 1852 war, mit seinem Entwurf für eine romanische Kirche am Humboldthafen. Nach Studienreisen durch Süddeutschland mit Aufenthalten in Heidelberg, Marburg und Nürnberg und erster Berufspraxis bei der Bergisch-Märkischen Eisenbahn-Gesellschaft in Elberfeld von Anfang 1856 bis Januar 1858 legte August Orth 1858 das Baumeisterexamen an der Berliner Bauakademie ab. Weitere Studienreisen folgten 1859/1860 nach Südfrankreich, Italien und Sizilien. Mit seinen kurzzeitigen Anstellungen bei der Bergisch-Märkischen Eisenbahn-Gesellschaft 1861/1862 und als Königlicher Baumeister bei der Berlin-Görlitzer Eisenbahn-Gesellschaft 1868 als Vorsteher des technischen Büros. Anschließend machte er sich als Privatarchitekt selbstständig, zeitweise in Sozietät mit Edmund Knoblauch. Als Hausarchitekt des Eisenbahnkönigs Bethel Henry Strousberg errichtete er neben dessen Palais an der Wilhelmstraße 70 (1867–1868) und dessen Landsitz Schloss Zbirow in Böhmen (1869–1871) auch die Vieh- und Schlachthausanlagen des Berliner Viehmarkts an der Brunnenstraße im Auftrag der durch Strousberg kontrollierten Viehmarkt-Kommanditgesellschaft (1868–1874). Ab 1865 beschäftigte er sich auch mit Forschungen zur Raumakustik und verwendete die Ergebnisse in seinen Kirchenbauten.
1871 und 1873 verfasste er zwei Denkschriften zum Projekt einer Berliner Centralbahn, einer viergleisigen, meist als Viadukt geführten Ringbahn von drei Kilometern Durchmesser in Nord-Süd-Richtung und vier Kilometern in Ost-West-Richtung. Mit diesem ersten Stadtbahnprojekt, einer zweiten, kleineren Ringbahn, ist er einer der geistigen Väter der Berliner Stadtbahn. Sein Projekt wurde als über die Verhältnisse hinausgehend und nicht durchführbar betrachtet.
In den Jahren 1872 bis 1877 gehörte er dem Vorstand des Architektenvereins zu Berlin an. Am 8. Juni 1879 beteiligte er sich jedoch an der Gründung der Vereinigung Berliner Architekten, einer Abspaltung der Privatarchitekten aus dem Architektenverein. Im neuen Verein übernahm er erneut Verantwortung als langjähriges Vorstandsmitglied sowie 1879/1880 als stellvertretender und 1880 als regulärer Vorsitzender.
Im Juli 1877 wurde August Orth zum Baurat ernannt, 1893 zum Geheimen Baurat und schließlich 1896 zum Geheimen Oberbaurat. Die Berliner Akademie nahm ihn 1873 als Mitglied auf, die Wiener Akademie im Jahr 1893. Nach einer Studienreise durch Großbritannien, Frankreich, Italien und die Schweiz wohnte er in seinen letzten Lebensjahren im Haus Anhalter Straße 13.
August Orth starb am 11. Mai 1901 im Lazarus-Krankenhaus in Berlin. Mit seiner Schwester Marie (1830–1910), einer Porträt- und Genremalerin, und seinem Bruder Albert (1835–1915), Agronom und Begründer der landwirtschaftlichen Bodenkartografie, liegt er in einem Gemeinschaftsgrab auf dem Dreifaltigkeitskirchhof II in der Bergmannstraße in Berlin-Kreuzberg begraben.

## Ehrungen
- Am 3. Januar 1884 wurde er mit dem Roten Adlerorden 4. Klasse ausgezeichnet.[1]
- Pyrmont verlieh ihm 1879 die Ehrenbürgerwürde, Korbach, wo er die Schule besucht hatte, 1893.
- Wegen der Stiftung von paläobotanischen Funden benannte die Stadt Chemnitz eine Straße im Stadtteil Hilbersdorf nach Orth.

## Werk
Einen guten Überblick über die Arbeiten von August Orth geben die 734 Originaldarstellungen im Architekturmuseum der Technischen Universität Berlin (siehe bei Weblinks).

### Nicht ausgeführte Entwürfe
- 1858: Entwurf für das Berliner Rathaus in Berlin (Dieser Entwurf hatte wesentlichen Einfluss auf das ausgeführte Projekt von Hermann Friedrich Waesemann.)
- 1862: Entwurf für die Thomaskirche in Berlin
- 1868: Entwurf für den Berliner Dom
- 1871: Projekt einer Centralbahn für Berlin
- 1871 und 1874: Entwürfe für einen Durchbruch der Kaiser-Wilhelm-Straße in Berlin
- 1872: Wettbewerbsentwurf für das Reichstagsgebäude in Berlin
- 1873: Entwurf für den Stettiner Bahnhof (zusammen mit Edmund Knoblauch)
- 1875–1876: Entwurf zur Bebauung der Berliner Museumsinsel mit S-Bahn-Querung
- 1880: Entwurf für den Umbau des Deutschen Doms am Gendarmenmarkt in Berlin
- 1882: Entwurf für die Dankeskirche am Zoologischen Garten in Berlin
- 1885: Entwurf für eine Synagoge in Berlin
- 1886: Entwurf für die unterirdische Verlängerung der Berliner Zimmerstraße nach Westen
- 1889: Wettbewerbsentwurf für die evangelische Garnisonskirche St. Thomas in Straßburg[3]
- 1897: Entwurf für steinerne Hochbahnviadukte in der Innenstadt von Berlin
- Entwurf für einen Basar in Berlin, Unter den Linden 17/18

### Sakralbauten

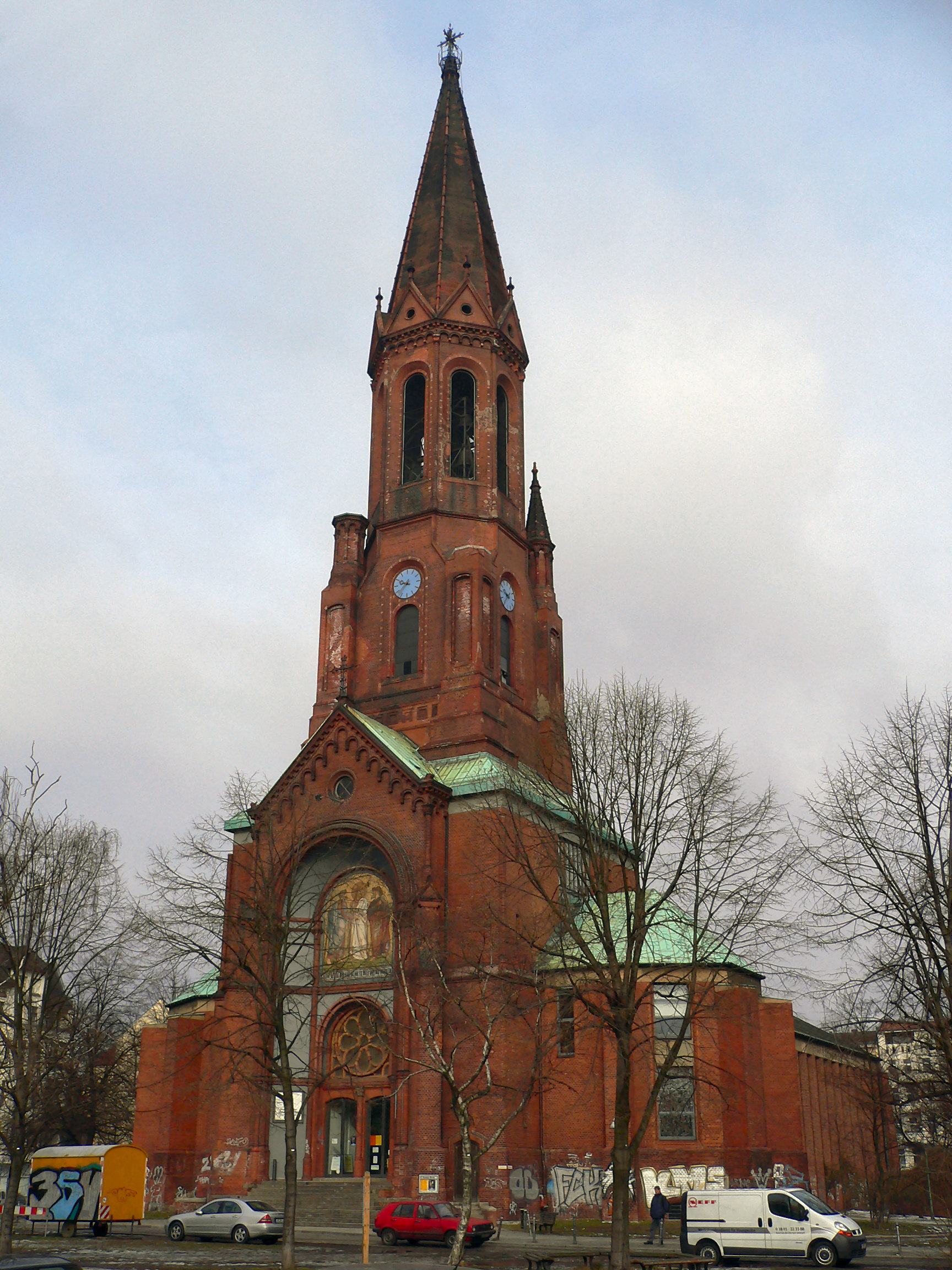
Emmaus-Kirche in Berlin

- 1867–1873: Zionskirche in Berlin, Zionskirchplatz (Vorentwurf von Gustav Möller)
- 1872–1877: evangelische Christuskirche in Pyrmont
- 1877/78: evangelische Kirche in Vasbeck bei Bad Arolsen
- 1879: evangelische Christuskirche in Ahaus
- 1882–1883: Dankeskirche in Berlin, Weddingplatz (zerstört im Zweiten Weltkrieg)
- 1884: Erbbegräbnis Michaelis in Berlin-Weißensee
- 1885–1886: Evangelische Garnisonkirche in Neiße
- 1886–1891: Weihnachtskirche in Betlehem (Palästina)
- 1888–1891: Friedenskirche in Berlin, Ruppiner Straße
- 1889–1891: evangelische Kirche in Hundsfeld bei Breslau
- 1890–1893: Gethsemanekirche in Berlin, Stargarder Straße
- 1890–1893: Emmauskirche in Berlin, Lausitzer Platz (Kirche bis auf Turm im Zweiten Weltkrieg zerstört)
- 1891–1893: Himmelfahrtskirche in Berlin-Humboldthain (zerstört im Zweiten Weltkrieg)
- 1894–1895: Kreuzeskirche in Essen (Großteil der äußeren Zierwerke bei Kriegszerstörung und während des Wiederaufbaus verschwunden, nach 1945 erhaltene Innenausstattung bei mehreren Restaurierungsschritten der letzten Jahrzehnte komplett entfernt)
- 1900–1901: Friedhofskapelle in Berlin-Mariendorf

### Profanbauten

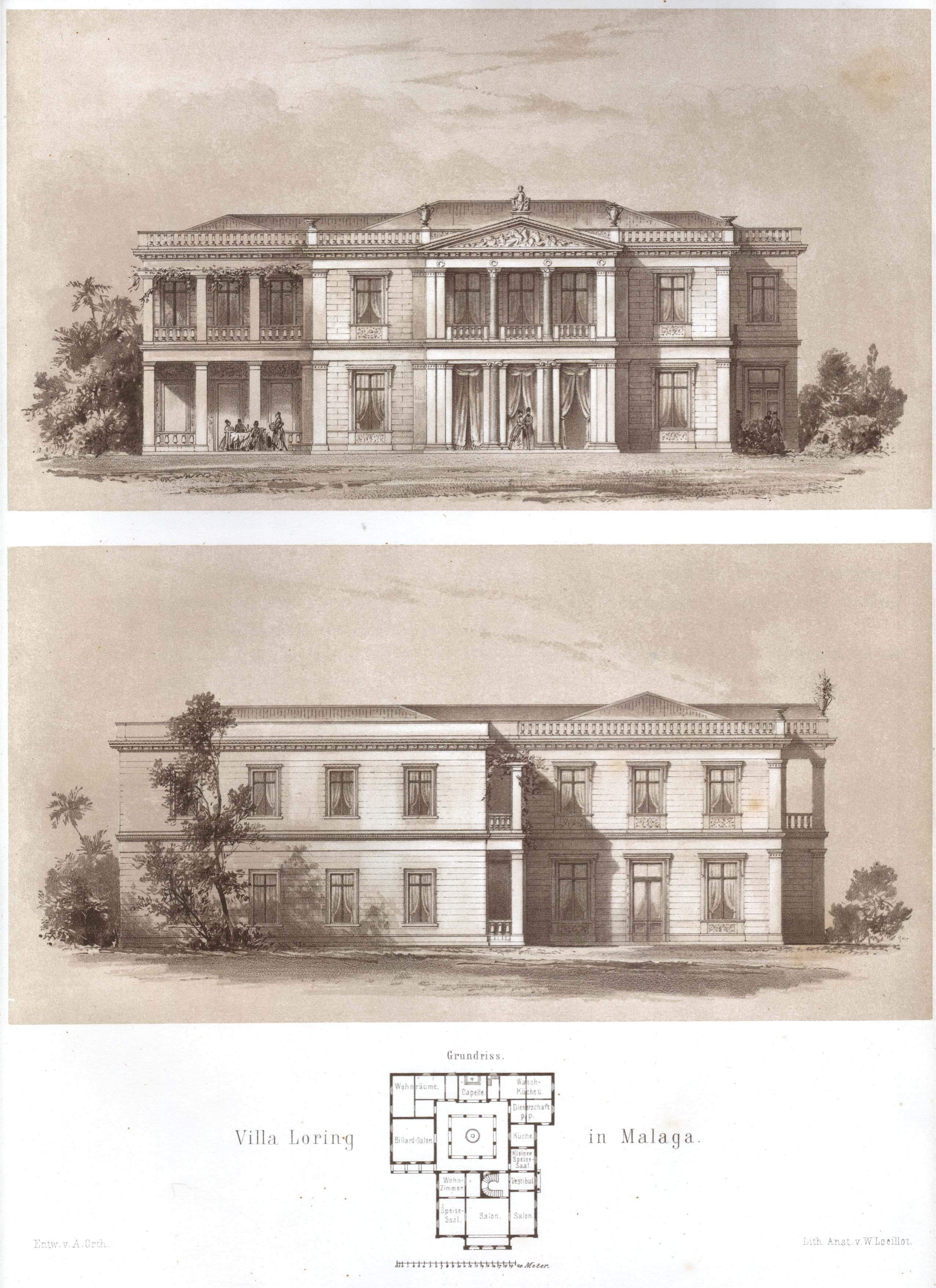
Villa Loring in Málaga

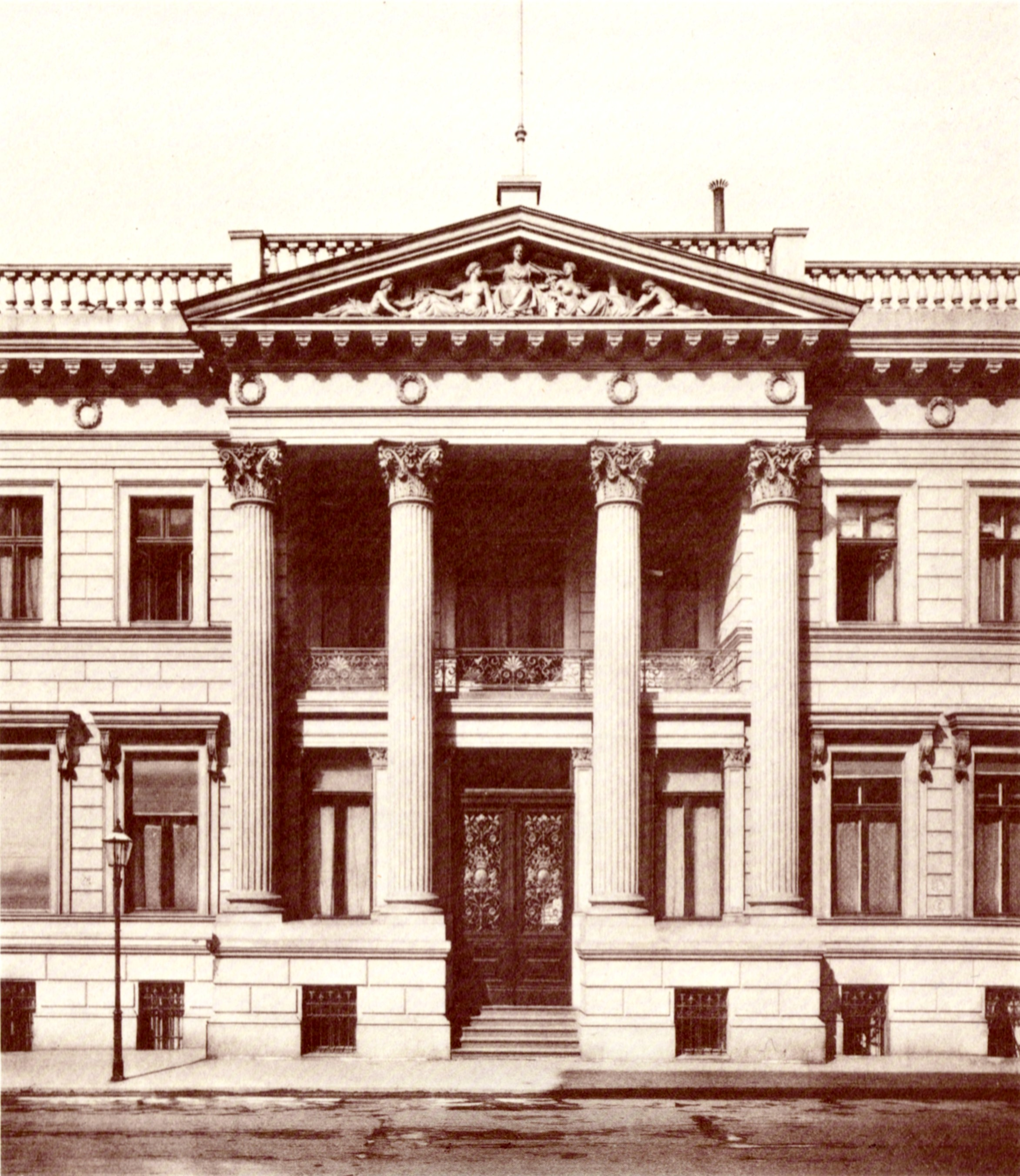
Palais Strousberg in Berlin

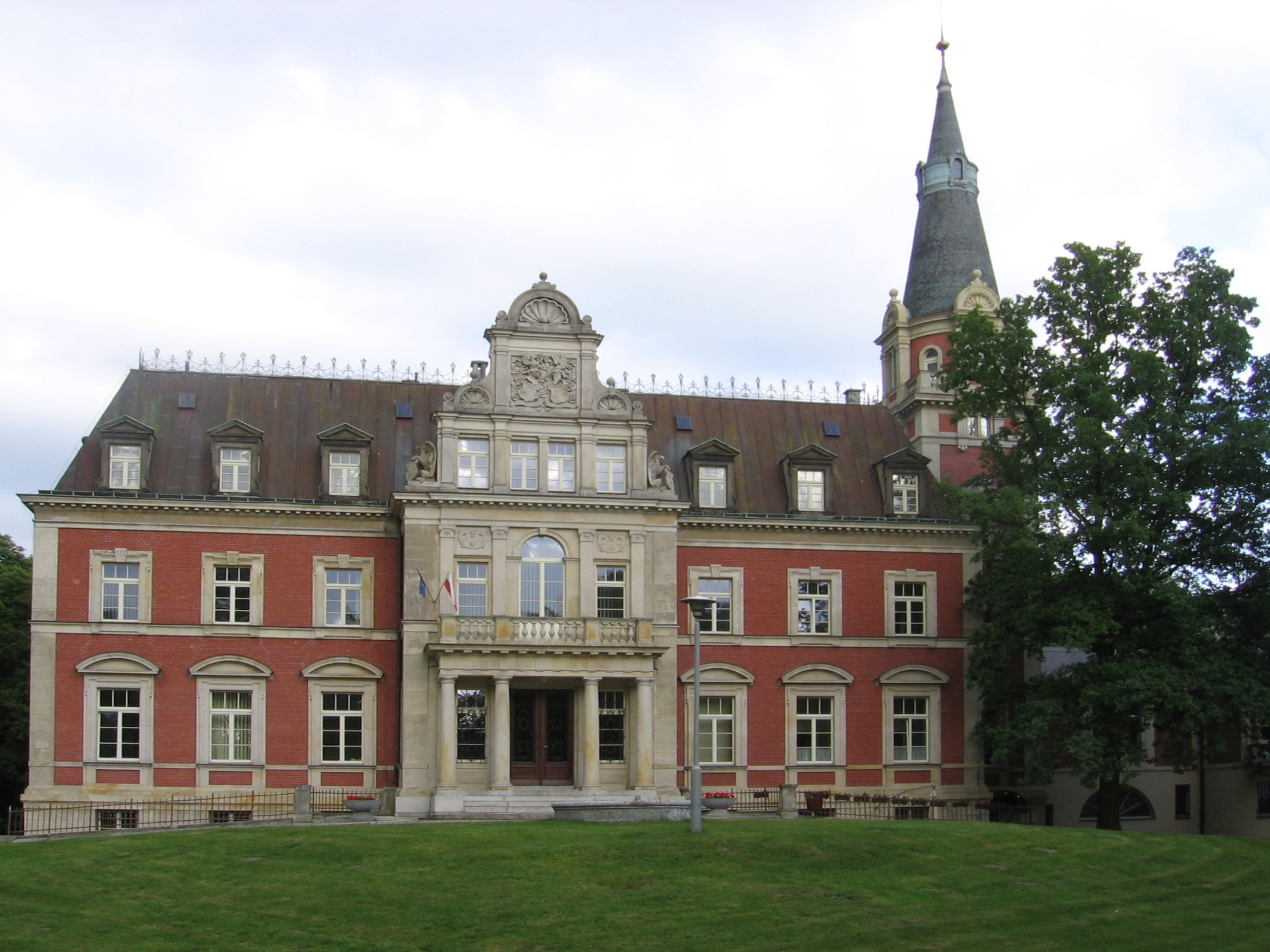
Herrenhaus auf Gut Pavelwitz bei Breslau

- 1861–1862: Zentralwerkstätte der Bergisch-Märkischen Eisenbahn in Witten
- 1864–1865: Neubau der Eisenbahn- und Straßenbrücke über die Unterspree (Moltkebrücke) in Berlin-Tiergarten (1887 wegen Bauschäden abgebrochen)
- 1864–1866: Eisenbahnbrücke der Berlin-Görlitzer Eisenbahn über den Landwehrkanal in Berlin-Kreuzberg
- 1865: Kaiserbahnhof Halbe
- 1865: Villa Loring in Málaga
- 1866–1868: Görlitzer Bahnhof in Berlin-Kreuzberg (nach Kriegsschäden 1961–1967 abgebrochen)
- 1867–1868: Palais Strousberg für Bethel Henry Strousberg in Berlin, Friedrichstadt, Wilhelmstraße 70 (zerstört im Zweiten Weltkrieg)
- 1868–1874: Berliner Viehmarkt in Berlin-Gesundbrunnen, Brunnenstraße[4]
- 1869–1871: Ausbau des Schlosses Zbirow (Böhmen) für Bethel Henry Strousberg
- 1873: Villa Wöhlert in Berlin, Tiergartenviertel, Königgrätzer Straße 2 (mit Edmund Knoblauch; um 1888 abgebrochen)[5]
- 1875–1888: mehrere Wohnhäuser in Braunschweig
- 1875: Wohnhaus Schlüter in Berlin, Friedrichstadt, Königgrätzer Straße 93 (mit Edmund Knoblauch; zerstört)
- 1878: Triumphbogen zum Einzug Kaiser Wilhelms I.
- 1880: Clubhaus des Union-Clubs Berlin in Berlin, Schadowstraße 9 (zerstört)
- 1881–1882: Wohnhäuser Kurfürstenstraße 134 (für Carl Scheibler) und 135 (für Julius Rütgers) in Berlin, Schöneberger Vorstadt (zerstört)
- 1881–1882: Quergebäude des Geschäftshauses Leipziger Straße 31/32 in Berlin, Friedrichstadt
- 1888: Trauerdekoration auf der Berliner Schloßbrücke beim Tod Kaiser Wilhelms I.
- um 1890: Grabhalle für das Erbbegräbnis der Familie Albert Ascher Michaelis auf dem Jüdischen Friedhof in Neu-Weißensee (Berlin-Weißensee)[6]
- 1891: Herrenhaus für Heinrich von Korn auf Gut Pavelwitz bei Breslau
- 1900: Gemeindehaus Lutherhof in Greifswald, Martin-Luther-Straße 8

### Schriften
- Berliner Centralbahn. Eisenbahnprojekt zur Verbindung der Berliner Bahnhöfe nach der inneren Stadt. Berlin 1871.
- Denkschrift über die Reorganisation der Stadt Berlin. Berlin 1871.
- Neue Viehmarkt- und Schlachthaus-Anlage zu Berlin. Ernst & Korn, Berlin 1872.
- Die Zionskirche zu Berlin. Ernst & Korn, Berlin 1874.
- Zur baulichen Reorganisation der Stadt Berlin. Zwei Denkschriften und eine am Schinkelfeste 1875 gehaltene Festrede. Ernst & Korn, Berlin 1875.
- Entwurf zu einem Bebauungsplan für Strassburg. Bearbeitet von August Orth. E. A. Seemann, Leipzig 1878.
- Die Zukunft Charlottenburgs in Beziehung zu den neuen Verkehrswegen und zur Einverleibung in Berlin. Berlin 1881.
- Die Dankeskirche in Berlin. In: Zeitschrift für Bauwesen. Nr. 10, 1889, Sp. 441–456 (zlb.de).
- Anlagen zur Erzielung einer guten Akustik. In: Josef Durm (Hrsg.): Handbuch der Architektur. Teil 3: Die Hochbau-Constructionen, Band 6. Bergsträsser, Darmstadt 1891.